# El Baptisme de Crist (Retaules de l'Hospital de Tavera)
El Baptisme de Crist, que pertany a un dels Retaules de l'Hospital de Tavera, a Toledo, és una obra d'El Greco que roman encara a aquest edifici, conegut també com a Hospital de San Juan Bautista o Hospital de Afuera. Consta amb el número 46 en el catàleg raonat d'obres d'El Greco realitzat per Harold Wethey. A l'inventari número-I realitzat per Jorge Manuel Theotocópuli després de la mort del mestre, hi consta un "bautismo grande por acabar", que amb tota probabilitat es tracta d'aquest llenç. A l'inventari realitzat l'any 1621, es parla ja de "el bautismo prinzipal del ospital (sic)".

## Temàtica
El Baptisme de Crist és un tema considerat molt important, i per aquest motiu està explicitat als tres evangelis sinòptics i a l'evangeli segons Joan: ［Jn 1:29-34］［Mr 1:9-11］ ,［Lc 3:21-22］,［Mt 3:13-17］

## Anàlisi
Oli sobre llenç; 329 x 209 cm.; començat per El Greco, acabat i entregat per Jorge Manuel Theotocópuli; es troba a l'Hospital de Tavera, a Toledo.
Crist -representat agenollat- apareix en primer terme rebent el baptisme de mans de Joan Baptista, envoltat d'àngels que l'assisteixen. Al centre, l'Esperit Sant en forma de colom descendeix per tal de contemplar l'escena. Un nen al costat de la seva ala potser representa l'ànima cristiana, simbolitzant el renaixement de l'home després del baptisme.
Tot i que els elements i la disposició del llenç són idèntics a El Baptisme de Crist (El Greco Prado), aquí tot és molt més mogut i exaltat que allí, essent un exemple de l'"expressionisme" de l'etapa final d'El Greco. El cos de Crist és més corpulent, els àngels mostren una major gesticulació i el Pare Etern no és representat frontalment, ans és desplaçat a la dreta de l'espectador, i de perfil. Malgrat que -com remarca Josep Gudiol - el quadre està estructurat mitjançant una partició vertical de l'espai i una simetría subtil, l'aspecte general és d'arremolinament i d'inquietud.
La composició d'aquesta obra va ser realitzada per El Greco. L'àngel de la part inferior esquerra vesteix una túnica verdosa i porta un drap rosa que sembla que vol posar a Crist, mentre un dels àngels del grup central, vestit de groc, ofereix a Jesús un llenç blau per assecar-se, ajudat per un altre àngel vestit de vermell clar, situat en el primer terme. Els tons predominats a la part superior són el blau, el groc i algun rosa, mentre Déu Pare s'embolcalla amb un blanc resplendent.
La realització de la part superior és d'una qualitat excel·lent i, per tant, deu ser obra del mestre cretenc. Tanmateix, alguns centelleigs exagerats, descuidats i mancats d'intenció no deuen ser obra seva. A la part inferior, especialment la figura de Crist, dels àngels i de les cames de Joan Baptista són d'una realització pobre, tosca i amb detalls exagerats, la qual cosa descobreix la mà de Jorge Manuel. Per altra part, alguns detalls han restat gairebé inacabats. Tanmateix, segons J. Álvarez Lopera, el grup d´àngels de la part inferior esquerra té una bona qualitat, i és possible que també siguin obra d'El Greco.

## Ubicació dins els retaules
Aquest gran llenç va ser entregat a l'Hospital de Tavera poc abans de l'any 1624, data en la qual ja constava en l'inventari d'aquesta institució. Molt probablement, va ser projectat per a ser col·locat en el retaule principal, en el nínxol central del pis baix, que té les mesures avinents, però la presència del tabernacle hauria dificultat la seva contemplació. Aleshores, va ésser ubicat en el retaule lateral dret. Després d'un curt trasllat, va ser retornat al mateix retaule i se li va afegir un paisatge a la part inferior, per tal d'omplir l'espai que quedaba buit (circa 1670). Allí va romandre fins a la Guerra Civil Espanyola. Posteriorment, totes les pintures d'El Greco de l'Hospital es van exhibir en el palau de la Duquessa de Lerma (al mateix Hospital). Després van retornat al seu lloc, i aquest Baptisme torna a estar ubicat al retaule lateral dret.